# Тюльков, Иван Михайлович
Иван Михайлович Тюльков (14 сентября 1899 — апрель 1976) — советский юрист, государственный деятель. Председатель Исполнительного комитета Северо-Казахстанского областного Совета (1944).

## Биография
Русский. Сын крестьянина-середняка. Окончил 2-классное училище. До 1915 года помогал в сельском хозяйстве отцу. Затем — рабочий на металлургическом заводе Тильманса в Петрограде и Путиловском заводе.
В конце 1918 года призван на военную службу в РККА рядовым 1-го мортирного артдивизиона в Петрограде, через три месяца демобилизован по состоянию здоровью.
С 1919 года — член ВКП(б). Вернулся в родное село.
В октябре-декабре 1919 г. — начальник резерва Невельской раймилиции. В 1925—1929 — народный судья Невельского района.
В 1929—1930 гг. — член Великолукского окружного суда, с 1930 по 1932 гг. был членом Западного областного суда в Смоленске, в 1932—1934 гг. работал председателем исполнительного комитета Локнянского районного Совета (Западная область).
В 1934—1936 гг. — член Карагандинского областного суда, до 1937 г. — член Северо-Казахстанского областного суда.
В январе 1937 — августе 1938 гг. — председатель специальной коллегии Северо-Казахстанского областного суда.
В августе 1938 г. назначен председателем Северо-Казахстанского облсуда (до февраля 1941).
С 18.02.1941 — по январь 1944 — заместитель председателя Верховного суда Казахской ССР.
С января по июль 1944 — председатель исполнительного комитета Северо-Казахстанского областного Совета.
Позже направлен на работу заместителем председателя Верховного суда Литовской ССР, занимал пост до марта 1951 года.
Председатель Шяуляйской областной коллегии адвокатов Литовской ССР (март 1951 — октябрь 1952); адвокат юридической консультации Вильнюсской коллегии адвокатов (с октября 1952 по октябрь 1957).
С октября 1957 — на пенсии. Жил в г. Вильнюсе.

## Награды
- Орден «Знак Почёта»
- Именное оружие от Невельского уисполкома («за ликвидацию банд») (1923),
- Почётная Грамота Верховного Совета Казахской ССР (1940).